# Натуральная школа
Натуральная школа — условное название начального этапа развития критического реализма в русской литературе 1840-х годов, возникшего под влиянием творчества Николая Васильевича Гоголя. Не являлась литературным объединением с чётко оформленной программой и членством, она представляла собой неформальное объединение молодых прозаиков, собравшихся под идейным влиянием Виссариона Белинского в журнале «Отечественные записки». К «натуральной школе» причисляли Тургенева и Достоевского, Григоровича, Герцена, Гончарова, Некрасова, Панаева, Даля, Чернышевского, Салтыкова-Щедрина и других.

## Появление
Формирование «Натуральной школы» относится к 1842—1845 годам, когда группа писателей (Николай Некрасов, Дмитрий Григорович, Александр Герцен, Иван Панаев, Евгений Гребёнка, Владимир Даль) объединились под идейным влиянием В. Г. Белинского в журнале «Отечественные записки». Несколько позднее там печатались Фёдор Достоевский и Михаил Салтыков. Писатели эти выступали также в сборниках «Физиология Петербурга» (1845), «Петербургский сборник» (1846), которые стали программными для «Натуральной школы».
Термин «Натуральная школа» был впервые употреблён Фаддеем Булгариным в качестве пренебрежительной характеристики творчества молодых последователей Николая Гоголя в «Северной пчеле» от 26 января 1846, но был полемически переосмыслен Виссарионом Белинским в статье «Взгляд на русскую литературу 1846 года»: «натуральное», то есть безыскусственное, строго правдивое изображение действительности. Мысль о существовании литературной «школы» Гоголя, выражавшей движение русской литературы к реализму, Белинский развил раньше: в статье «О русской повести и повестях г. Гоголя» 1835 года. Основной доктриной «натуральной школы» провозглашался тезис о том, что литература должна быть подражанием действительности. Здесь нельзя не усмотреть аналогий с философией деятелей французского Просвещения, провозгласившей искусство «зеркалом общественной жизни», в обязанности которого вменялось «обличение» и «искоренение» пороков.

## Стиль и критерии отнесения к «натуральной школе»
Натуральная школа в том расширенном применении термина, как он употреблялся в 1840-х годах, не обозначает единого направления, но является понятием в значительной мере условным. Наиболее общими признаками, на основании которых писатель считался принадлежащим к Натуральной школе, являлись следующие: общественно-значимая тематика, захватывавшая более широкий круг, чем даже круг социальных наблюдений (зачастую в «низких» слоях общества), критическое отношение к социальной действительности, реализм художественного выражения, борющийся против приукрашивания действительности, самоцельного эстетства, романтической риторики. Поскольку никаких членских списков у «натуральной школы» не существовало, отнесение того или иного литератора к ней отдано на откуп литературным критиками и историкам литературы.
Белинский выделяет реализм «натуральной школы», утверждая важнейшей особенностью «истину», а не «ложь» изображения; он указывал, что «литература наша… из риторической стремилась стать естественной, натуральной». Белинский подчеркивал социальную направленность этого реализма как его особенность и задачу, когда, протестуя против самоцельности «искусства для искусства», утверждал, что «в наше время искусство и литература больше, чем когда-либо, сделались выражением общественных вопросов». Натуральная школа обращается не к идеальным, выдуманным героям — «приятным исключениям из правил», но к «толпе», к «массе», к людям обыкновенным и чаще всего к людям «низкого звания». Распространенные в 1840-х годах всяческие «физиологические» очерки удовлетворяли этой потребности в отражении иной, недворянской жизни, хотя бы всего лишь в отражении внешне-бытовом, поверхностном. Чернышевский особенно резко акцентирует как существеннейшую и основную черту «литературы гоголевского периода» её критическое, «отрицательное» отношение к действительности — «литература гоголевского периода» является здесь другим именем той же натуральной школы: именно к Гоголю — автору «Мёртвых душ», «Ревизора», «Шинели» — как родоначальнику возводили натуральную школу Белинский и ряд других критиков. Действительно многие писатели, причисляемые к натуральной школе, испытали на себе мощное влияние различных сторон творчества Гоголя. Такова его сатира, острота постановки у него проблемы «мелкого человека», его дар изображать «прозаический существенный дрязг жизни». Кроме Гоголя оказывали влияние на писателей натуральной школы такие представители западно-европейской литературы, как Диккенс, Бальзак, Жорж Санд.
«Натуральная школа» вызывала критику представителей разных направлений: её обвиняли в пристрастии к «низкому люду», в «грязефильстве», в политической неблагонадёжности (Булгарин), в односторонне отрицательном подходе к жизни, в подражании новейшей французской литературе. «Натуральная школа», подвергалась критике со стороны Шевырёва, обвинявшего молодых беллетристов в отсутствии у них художественного вкуса и любви к русскому народу. «Натуральная школа» подверглась осмеянию в водевиле Петра Каратыгина «Натуральная школа» (1847). После смерти Белинского и ужесточение цензуры в 1848 году само название «натуральная школа» было запрещено цензурой. В 1850-е годы употреблялся термин «гоголевское направление» (характерно название работы Н. Г. Чернышевского «Очерки гоголевского периода русской литературы»). Позднее термин «гоголевское направление» стали понимать шире, чем собственно «натуральная школа», применяя его как обозначение критического реализма.
В представлении современной ей критики натуральная школа таким образом являлась единой группой, объединённой отмеченными выше общими чертами. Однако конкретное социально-художественное выражение данных признаков, а значит и степень последовательности и рельефности их проявления были настолько различны, что натуральная школа как единое целое оказывается условностью. Среди писателей, к ней причислявшихся, в Литературной энциклопедии выделено три течения по степени их революционности.

## Распад и значение
В 1840-х годах разногласия между авторами, причисляемыми к «натуральной школе» ещё не заострились до предела. Пока ещё и сами писатели, объединяемые под именем натуральной школы, не сознавали отчётливо всей глубины разделяющих их противоречий. Поэтому например в сборнике «Физиология Петербурга», одним из характерных документов натуральной школы, имена Некрасова, Ивана Панаева, Григоровича, Даля стоят рядом. Отсюда же сближение в сознании современников урбанистических очерков и повестей Некрасова с чиновничьими повестями Достоевского.
В 1850-е годы размежевание между писателями, причисляемыми к натуральной школе, резко обострится. Тургенев займёт непримиримую позицию по отношению к «Современнику» Некрасова и Чернышевского и определится как художник-идеолог «прусского» пути развития капитализма. Достоевский останется в лагере, поддерживающем господствующий порядок (хотя демократический протест характерен был и для Достоевского 1840-х годов, в «Бедных людях» напр., и в этом плане у него находились связующие нити с Некрасовым). И наконец Некрасов, Салтыков, Герцен, произведения которых проложат путь широкой литературной продукции революционной части разночинцев 1860-х годов, отразят интересы «крестьянской демократии», борющейся за «американский» путь развития русского капитализма, за «крестьянскую революцию».